# 1580년대
1580년대는 1580년부터 1589년까지를 가리킨다.